# Feleacul
Feleacul Cluj este o companie producătoare de dulciuri din România.
Acționarul majoritar al firmei este omul de afaceri Octavian Buzoianu, care controlează 70,07% din titluri, în timp ce fondul de investiții Broadhurst Investments are 7,82% din acțiuni.
Titlurile firmei sunt transferate la Categoria Nelistate a Bursei de Valori București.
În august 2008, producătorul de amidon Amylon din Sibiu, parte a grupului Boromir, a cumpărat mai multe linii de producție și mărci ale companiei Feleacul, pentru 500.000 euro.
Amylon a preluat de la Feleacul mai multe linii de producție, documentații și specificații tehnice, rețete, licențe de fabricație, instrucțiuni tehnologice, de lucru și de calitate, mijloace de transport și manipulare, precum și mai multe mărci.
În ianuarie 2009, compania și-a schimbat numele în Felinvest, a renunțat la producția de dulciuri și și-a reorientat activitatea pe segmentul imobiliar.